# Henry d'Allemagne

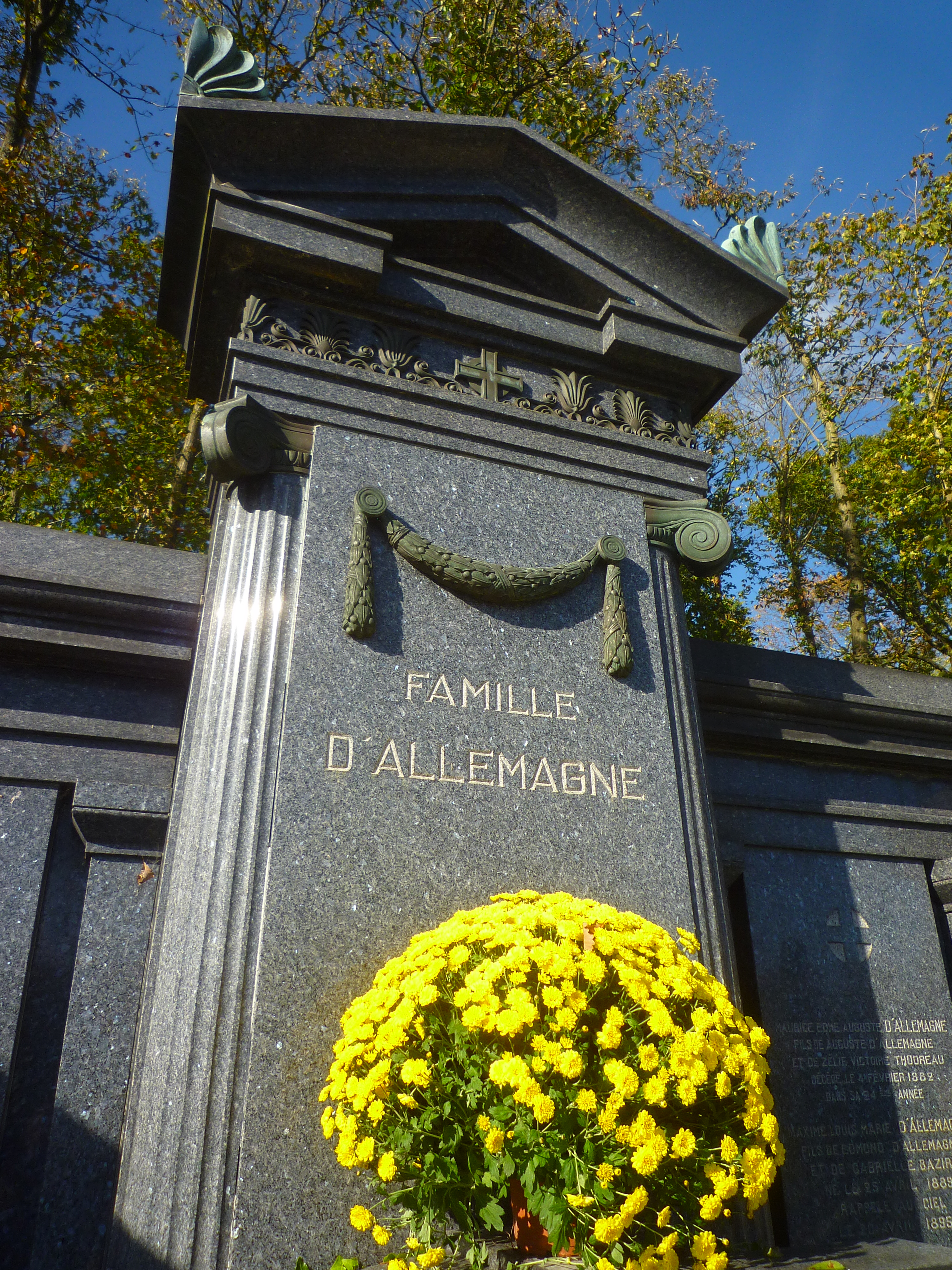
Sépulture d'Allemagne au cimetière de Marnes-la-Coquette (Hauts-de-Seine).

Henry-René D'Allemagne, né le 30 juillet 1863 à Marnes-la-Coquette et mort le 25 décembre 1950 dans la même ville, est un bibliothécaire et historien français, spécialiste des arts décoratifs. Il a consacré des études innovantes à de nombreux sujets peu étudiés à son époque (serrurerie, luminaires, carte à jouer, etc.).

## Biographie
Élève de l'École des chartes, Henry-René D'Allemagne y obtient le diplôme d'archiviste paléographe en 1887 avec une thèse intitulée Essai sur l’histoire de la corporation des serruriers, et description de quelques-uns de leurs ouvrages.
Étudiant, il se mit en apprentissage chez le ferronnier Pierre Boulanger auteur des remarquables pentures de la cathédrale Notre-Dame de Paris. En 1887, il entra à la bibliothèque de l'Arsenal, où il fut chargé de classer et d’étudier le Fonds Enfantin.
Il est l’auteur de nombreux livres sur l’histoire des jeux (voir Ouvrages publiés).
Grand voyageur, il a visité plusieurs fois les États-Unis et l’Iran (d’où le livre Du Khorassan au pays des Backhtiaris, 1911). Il visite également l'Égypte et la Perse, où il enquête sur l'assassinat de son ami Émile Vaucanu.
Son travail colossal sur l'histoire des cartiers et des jeux de cartes est - en dépit de certaines données obsolètes - une référence pour les historiens du sujet jusqu'au début du XXIe siècle.
Henry-René D'Allemagne fut secrétaire de la Société nationale des antiquaires de France en 1917, 2e vice-président en 1925, vice-président en 1926 et président en 1927.
Il fut aussi membre de la Société des bibliophiles français et membre de la société Le Vieux Papier. Il est également vice-président de la société « l'Art et l'enfant ».

## Distinctions
- Officier de la Légion d'honneur en 1926, chevalier en 1906[6].
- Chevalier de l'ordre des Palmes académiques.

## Ouvrages publiés
Nombreux ouvrages, parmi lesquels :
- Histoire du Luminaire depuis l'époque romaine jusqu'au XIXe siècle. Paris : Picard, 1891 Lire en ligne
- La Serrurerie ancienne à l'Exposition universelle de 1900, 1902.
- Histoire des jouets. Paris : Hachette, (1902).
- Sports et jeux d'adresse. Paris : Hachette, (1904).
- Récréations et passe-temps, ill. de Robert Sallès. Paris : Hachette, (1906).
- Les Cartes à jouer du quatorzième au vingtième siècle, Paris : Hachette, 1906 (2 vol.).
- Du Khorassan au pays des Backhtiaris, trois mois de voyage en Perse. Paris : Hachette, 1911 (4 vol.).
- La ferronnerie ancienne : Musée Le Secq des Tournelles. Paris : Schemit, 1924.
- La très véridique histoire de Nette et Tintin visitant le village du jouet. Paris : Schemit, 1927.
- Les accessoires du costume et du mobilier. Paris : Schemit, 1928 (3 vol.).
- Les Saint-Simoniens, 1827-1837, Paris : Gründ, 1930.
- Réminiscence d'Orient : Turquie, Perse et Syrie, Paris : l'auteur, 1939.
- La toile imprimée et les indiennes de traite. Paris : Gründ, 1942 (2 vol.).
- Les anciens maîtres-serruriers et leurs meilleurs travaux. Paris : Gründ, 1943 (2 vol.).
- La maison d'un vieux collectionneur. Paris : Gründ, 1948.
- Le noble jeu de l'oie en France, de 1640 à 1950. Paris : Gründ, 1950.

## Vie privée
Henry d'Allemagne épouse en 1893 Marie-Louise-Félicie Macé, fille d'un officier militaire d'artillerie.